# 1091년

## 연호
- 북송(北宋) 원우(元祐) 6년
- 요(遼) 대안(大安) 7년
- 일본(日本) 간지(寛治) 5년
- 서하(西夏) 천우민안(天祐民安) 2년
- 리 왕조(李朝) 꽝흐우(廣佑) 7년

## 기년
- 고려(高麗) 선종(宣宗) 8년
- 북송(北宋) 철종(哲宗) 6년
- 요(遼) 도종(道宗) 37년
- 서하(西夏) 숭종(崇宗) 6년
- 리 왕조(李朝) 인종(仁宗) 20년

## 사건
- 예부의 주장으로 국학에 72현의 상을 벽에 그려 붙였는데, 그 차례는 송나라 국자감의 예를 따르고, 그 복장은 10철(十哲)을 모방하게 하였다.